# Howard Tate
Howard Tate (Macon (Georgia), 13 augustus 1939 - Burlington (New Jersey), 2 december 2011) was een Amerikaans soulzanger.

## Biografie
Tate groeide op in Philadelphia, waar hij in zijn vaders kerk begon met zingen. Met Garnett Mimms, Sam Bell, Willie Combo en John Jefferson vormde hij van 1958 tot 1961 de doo-wopgroep The Gainors. Hij zong in het begin van de jaren zestig in de band van Bill Doggett. Via een van de leden van Mimms' volgende groep, The Enchanters, leerde Tate muziekproducent Jerry Ragovoy kennen. Hij produceerde in de tweede helft van de jaren zestig tien singles voor Tate, waaronder het door Ragovoy geschreven "Ain't Nobody Home", dat werd gecoverd door onder meer B.B. King, en het eveneens door hem geschreven "Get It While You Can", dat later werd gecoverd door Janis Joplin. In deze periode trad Tate op met onder anderen Jackie Wilson, Aretha Franklin en  Marvin Gaye.
In het begin van de jaren zeventig nam hij echter — teleurgesteld door de weinige royalty's die hij ontving en ruzies met platenbazen — afscheid van de muziekindustrie. Hij werkte in deze periode als verzekeringsagent in de omgeving van Philadelphia. Een paar jaar later kwam zijn dertienjarige dochtertje om het leven bij een brand, waarna zijn huwelijk op de klippen liep en hij met een depressie te kampen kreeg. Hij raakte verslaafd aan cocaïne en zwierf door de straten van Camden (New Jersey).
Medio jaren negentig kickte hij af, waarna hij als pastoor ging werken. Hij richtte een kerk op, genaamd The Gift of the Cross Church. In het begin van de jaren 2000 begon Tate weer met optreden. In 2003 werd het album Rediscovered uitgebracht. Elvis Costello, die een liefhebber is van zijn muziek en hem ooit beschreef als "the missing link between Jackie Wilson en Al Green", schreef hiervoor het liedje "Either Side of the Same Town". Het album werd genomineerd voor een Grammy Award voor het beste bluesalbum van dat jaar. In de hieropvolgende jaren nam hij nog twee studioalbums en een livealbum op. Tate leed aan de ziekte van Kahler en leukemie. Hij overleed op 72-jarige leeftijd.

## Discografie
- Get It While You Can (1967)
- Howard Tate's Reaction (1970)
- Howard Tate (1972)
- Rediscovered (2003)
- A Portrait of Howard (2006)
- Blue Day (2008)